# Критическая точка (математика)
Критической точкой дифференцируемой функции {\displaystyle f:\mathbb {R} ^{n}\to \mathbb {R} } называется точка, в которой её дифференциал обращается в нуль. Это условие эквивалентно тому, что в данной точке все частные производные первого порядка обращаются в нуль, геометрически оно означает, что касательная гиперплоскость к графику функции горизонтальна. 
В простейшем случае n=1 это значит, что производная {\displaystyle f'} в данной точке равна нулю. Это условие является необходимым (но не достаточным) для того, чтобы внутренняя точка области могла быть точкой локального минимума или максимума дифференцируемой функции.
Понятие критической точки допускает обобщение на случай дифференцируемых отображений {\displaystyle f:\mathbb {R} ^{n}\to \mathbb {R} ^{m}}, и на случай дифференцируемых отображений произвольных многообразий {\displaystyle f:N^{n}\to M^{m}}. В этом случае определение критической точки состоит в том, что ранг матрицы Якоби отображения {\displaystyle f} в ней меньше максимально возможного значения, равного {\displaystyle \min\{n,m\}}.
Критические точки функций и отображений играют важную роль в таких областях математики, как дифференциальные уравнения, вариационное исчисление, теория устойчивости, а также в механике и физике. Исследование критических точек гладких отображений составляет один из главных вопросов теории катастроф. Понятие критической точки обобщается также на случай функционалов, определенных на бесконечномерных функциональных пространствах. Поиск критических точек таких функционалов является важной частью вариационного исчисления. Критические точки функционалов (которые, в свою очередь, являются функциями) называются экстремалями.

## Формальное определение
Критической (или особой или стационарной) точкой непрерывно дифференцируемого отображения {\displaystyle f:\mathbb {R} ^{n}\to \mathbb {R} ^{m}} называется такая точка {\displaystyle x_{0}\in \mathbb {R} ^{n}}, в которой дифференциал этого отображения {\displaystyle f_{*}={\frac {\partial f}{\partial x}}} является вырожденным линейным преобразованием соответствующих касательных пространств {\displaystyle T_{x_{0}}\mathbb {R} ^{n}} и {\displaystyle T_{f(x_{0})}\mathbb {R} ^{m}}, то есть размерность образа преобразования {\displaystyle f_{*}(x_{0})} меньше {\displaystyle \min\{n,m\}}. В координатной записи при {\displaystyle n=m} это означает что якобиан — определитель матрицы Якоби отображения {\displaystyle f}, составленной из всех частных производных {\displaystyle {\frac {\partial f_{j}}{\partial x_{i}}}} — обращается в точке {\displaystyle x_{0}} в нуль. Пространства {\displaystyle \mathbb {R} ^{n}} и {\displaystyle \mathbb {R} ^{m}} в этом определении могут быть заменены на многообразия {\displaystyle N^{n}} и {\displaystyle M^{m}} таких же размерностей.

## Теорема Сарда
Значение отображения в критической точке называется его критическим значением. Согласно теореме Сарда, множество критических значений любого достаточно гладкого отображения  {\displaystyle f:\mathbb {R} ^{n}\to \mathbb {R} ^{m}} имеет нулевую меру Лебега (хотя критических точек при этом может быть сколько угодно, например, для тождественно постоянного отображения любая точка является критической).

## Отображения постоянного ранга
Если в окрестности точки {\displaystyle x_{0}\in \mathbb {R} ^{n}} ранг непрерывно дифференцируемого отображения {\displaystyle f:\mathbb {R} ^{n}\to \mathbb {R} ^{m}} равен одному и тому же числу {\displaystyle r}, то в окрестности этой точки {\displaystyle x_{0}} существуют локальные координаты {\displaystyle (x_{1},\ldots ,x_{n})} с центром в {\displaystyle x_{0}}, а в окрестности её образа — точки {\displaystyle y_{0}=f(x_{0})} — существуют локальные координаты {\displaystyle (y_{1},\ldots ,y_{m})} с центром в {\displaystyle y_{0}}, такие, что в них отображение {\displaystyle f} задается соотношениями: 
{\displaystyle y_{1}=x_{1},\ \ldots ,\ y_{r}=x_{r},\ y_{r+1}=0,\ \ldots ,\ y_{m}=0.}
В частности, если {\displaystyle r=n=m}, то существуют локальные координаты {\displaystyle (x_{1},\ldots ,x_{n})} с центром в {\displaystyle x_{0}} и локальные координаты {\displaystyle (y_{1},\ldots ,y_{n})} с центром в {\displaystyle y_{0}}, такие, что в них отображение {\displaystyle f} является тождественным.

## Случайm= 1
В случае {\displaystyle m=1} данное определение означает, что градиент {\displaystyle \nabla f=(f'_{x_{1}},\ldots ,f'_{x_{n}})} в данной точке обращается в нуль.
Предположим, что функция {\displaystyle f:\mathbb {R} ^{n}\to \mathbb {R} } имеет класс гладкости не ниже {\displaystyle C^{3}}. Критическая точка функции f называется невырожденной, если в ней гессиан {\displaystyle {\Bigl |}{\frac {\partial ^{2}f}{\partial x^{2}}}{\Bigr |}} отличен от нуля. В окрестности невырожденной критической точки существуют координаты, в которых функция f имеет квадратичную нормальную форму (лемма Морса).
Естественным обобщение леммы Морса для вырожденных критических точек является теорема Тужрона: в окрестности вырожденной критической точки функции f, дифференцируемой  бесконечное число раз ({\displaystyle C^{\infty }}) конечной кратности {\displaystyle \mu } существует система координат, в которой гладкая функция {\displaystyle f(x)} имеет вид многочлена {\displaystyle P_{\mu +1}(x)} степени {\displaystyle \mu +1} (в качестве {\displaystyle P_{\mu +1}(x)} можно взять многочлен Тейлора функции {\displaystyle f(x)} в точке {\displaystyle 0} в исходных координатах).
При {\displaystyle m=1} имеет смысл вопрос о максимуме и минимуме функции. Согласно известному утверждению математического анализа, непрерывно дифференцируемая функция {\displaystyle f}, определенная во всем пространстве {\displaystyle \mathbb {R} ^{n}} или в его открытом подмножестве, может достигать локального максимума (минимума) только в критических точках, причем если точка невырождена, то матрица {\displaystyle {\Bigl (}{\frac {\partial ^{2}f}{\partial x^{2}}}{\Bigr )}={\Bigl (}{\frac {\partial ^{2}f}{\partial x_{i}\partial x_{j}}}{\Bigr )},} {\displaystyle i,j=1,\ldots ,n,} в ней должна быть отрицательно (положительно) определённой. Последнее является также достаточным условием локального максимума (соответственно, минимума).

## Случайn=m= 2
В случае n=m=2 мы имеем отображение f плоскости на плоскость (или двумерного многообразия на другое двумерное многообразие). Предположим, что отображение f дифференцируемо бесконечное число раз ({\displaystyle C^{\infty }}). В этом случае типичные критические точки отображения f суть те, в которых определитель матрицы Якоби равен нулю, но её ранг равен 1, и следовательно, дифференциал отображения f в таких точках имеет одномерное ядро {\displaystyle \ker \,f_{*}}. Вторым условием типичности является то, что в окрестности рассматриваемой точки на плоскости-прообразе множество критических точек образует регулярную кривую S, и почти во всех точках кривой S ядро  {\displaystyle \ker \,f_{*}} не касается S, а точки, где это не так, изолированы и в них касание имеет первый порядок. Критические точки первого типа называются точками складки, а второго типа — точками сборки. Складки и сборки являются единственными типами особенностей отображений плоскости на плоскость, устойчивыми относительно малых возмущений: при малом возмущении точки складки и сборки лишь немного перемещаются вместе с деформацией кривой S, но не исчезают, не вырождаются и не рассыпаются на другие особенности.

Складка и сборка реализуются как особенности проецирования гладкой поверхности на плоскость.

Теорема Уитни. Если {\displaystyle x_{0}} — точка складки или точка сборки, то её окрестности существуют локальные координаты {\displaystyle (x_{1},x_{2})} с центром в {\displaystyle x_{0}}, а в окрестности её образа {\displaystyle y_{0}} — локальные координаты {\displaystyle (y_{1},y_{2})} с центром в {\displaystyle y_{0}}, такие, что в них отображение {\displaystyle f} задается соотношениями
- {\displaystyle y_{1}=x_{1}^{2},\ \ y_{2}=x_{2}\ \ \ \ } (складка),

- {\displaystyle y_{1}=x_{1}^{3}+x_{1}x_{2},\ \ y_{2}=x_{2}\ \ \ \ } (сборка).

Эта теорема была доказана Хасслером Уитни в 1955 г. и стала одним из первых результатов теории катастроф. Современный вариант доказательства этой теоремы, основанный на применении более поздних результатах теории особенностей дифференцируемых отображений, приведен, например, в .
Теорема Уитни показывает, что складка и сборка реализуются как особенности проектирования гладкой поверхности, заданной в пространстве {\displaystyle (x_{1},x_{2},y_{1})=0} уравнением {\displaystyle F(x_{1},x_{2},y_{1})=0}, на плоскость {\displaystyle (x_{2},y_{1})} (горизонтальная плоскость на рисунке) вдоль оси {\displaystyle x_{1}} (вертикальная ось на рисунке). В нормальных координатах из теоремы Уитни, функция {\displaystyle F=x_{1}^{2}-y_{1}} для складки и {\displaystyle F=x_{1}^{3}+x_{1}x_{2}-y_{1}} для сборки. Множество критических точек (кривая S на поверхности F=0) изображена красной линией, а её образ на плоскости-образе изображён пурпурным цветом. В случае сборки образ кривой S имеет особенность, называемую каспом (или точкой возврата).